# Rezervația naturală Teberda

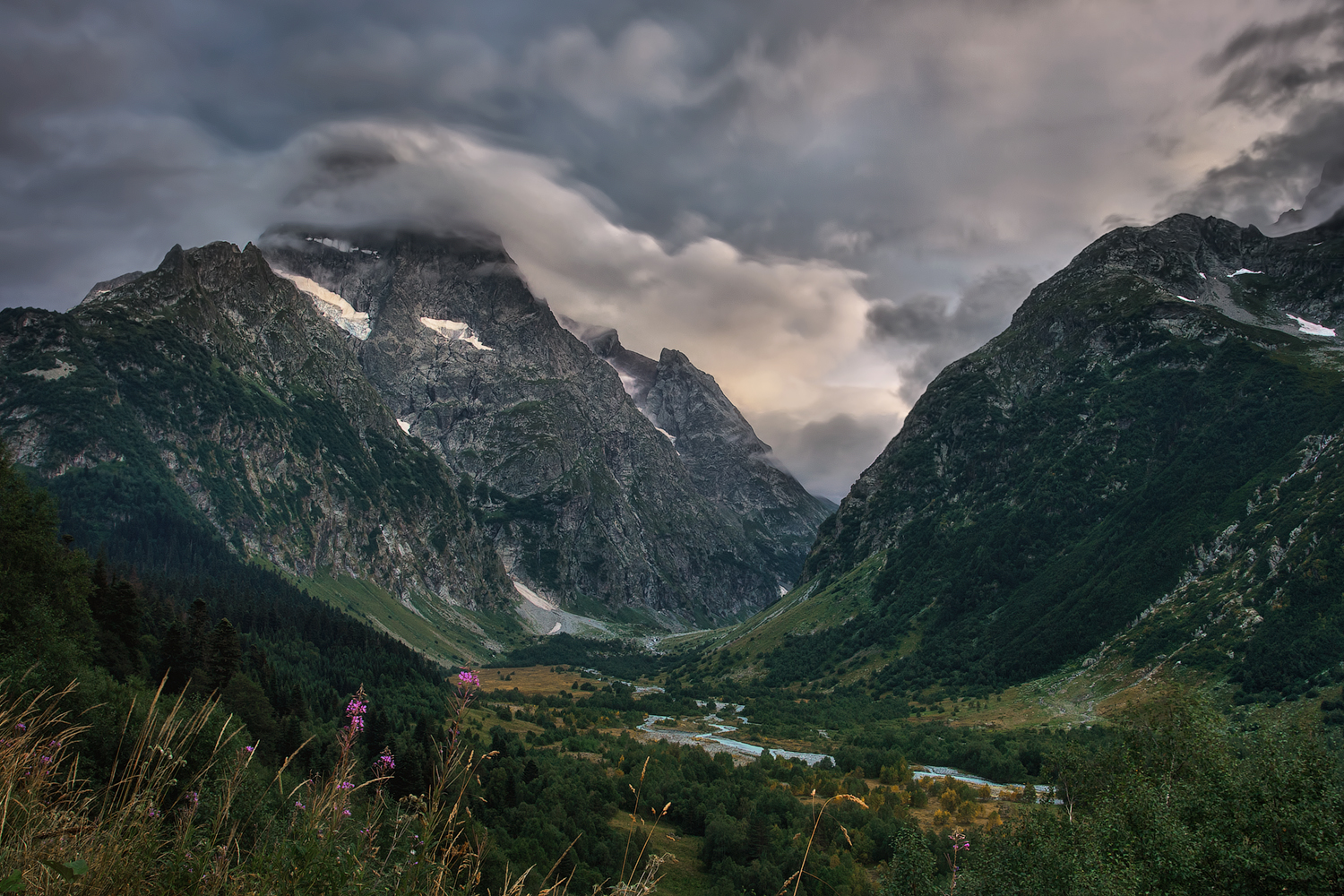

Rezervația naturală Teberda este o rezervație naturală situată în nord-vestul Caucazului din Federația Rusă. A fost înființată în 1936. Are o suprafața de 83.200 ha. Se află pe versanții Caucazului Mare cu zone înzăpezite, ghețari eterni, pajiști alpine care coboară până la 1.800-1.900 m. Pădurile de conifere sunt formate din pini, larice, cedrii, brazi. Mai jos, în teritoriul pădurii de fagi (Fagus orientalis) se află o plantație de ginseng (Panax ginseng). Dintre animalele întâlnite prezintă interes caprele negre (Rupicapra rupicapra), capra caucaziană sau turul (Capra caucasica), capra sălbatică (Capra aegagrus), urșii, mistreții, zimbrii, vulpile, cocoșul de munte caucazian (Tetraogallus caucasicus).